# 黄翅裸鼻雀
黄翅裸鼻雀（学名：Thraupis abbas），是雀形目裸鼻雀科的一种鸟类。
黄翅裸鼻雀体重约45克，翼长约97.2毫米，嘴峰长约16.1毫米，喙宽度约6.3毫米，喙厚度约7.2毫米，跗蹠长约21.2毫米，尾长约66.9毫米。黄翅裸鼻雀在其分布区内为留鸟，其栖息在半开放的高大树木组成的森林中，食性为杂食性。
黄翅裸鼻雀分布于墨西哥东部至尼加拉瓜东部。该物种是单型物种，没有亚种分化。